# Cellule transitionnelle
 (janvier 2013).
Si vous disposez d'ouvrages ou d'articles de référence ou si vous connaissez des sites web de qualité traitant du thème abordé ici, merci de compléter l'article en donnant les références utiles à sa vérifiabilité et en les liant à la section « Notes et références ».
Une cellule transitionnelle est une cellule qui peut changer de forme en fonction de la pression exercée sur elle.
Les cellules transitionnelles forme un type d'épithélium, l'épithélium transitionnel ou urothélium, dont la fonction principale est ce changement de conformation. Il s'étire facilement. Il ressemble aux épithéliums stratifiés squameux et cuboïde. Les cellules basales sont cuboïdes ou prismatiques, les cellules superficielles sont aplaties ou bombées selon le degré d'étirement de l'organe.
Localisation : uretères, vessie, une partie de l'urètre.

## Pathologie
Voir Lésions urothéliales